# Microeurybrachys vitriformis
Microeurybrachys vitriformis är en insektsart som beskrevs av  1931. Microeurybrachys vitriformis ingår i släktet Microeurybrachys och familjen Gengidae. Inga underarter finns listade i Catalogue of Life.